# Kayanberd
Kayanberd (orm. Հառիճավանք) – twierdza i dawny klasztor Apostolskiego Kościoła Ormiańskiego w prowincji Lorri w północnej Armenii. Twierdza została zbudowana strategicznie na skraju grzbietu między dwoma kanionami nad rzeką Debed, pomiędzy klasztorami Hachpat i Sanahin.  

## Historia
Zbudowana w XIII wieku.